# أحمد علي قمر الدين
أحمد بن علي قمرالدين (1882 - 1974) (1300 - 1394 هـ) عالم مسلم وكاتب وشاعر ومترجم قمري. ولد في إمبيني بالقمر الكبرى ونشأ بها. درس المبادئ الأساسية من القرآن وعلوم الدينية فيها ثم التحق مدرسة الحبيب فيها. درس أيضًا تفسير القرآن وأصول البلاغة والعروض والشعر العربي وقام بالتدريس. عمل سكرتيراً ثم كاتب محكمة في جزيرة القمر الكبرى ثم مدغشقر. له مؤلفات مخطوطة بالعربية والقمرية.

## سيرته
ولد في إمبيني في جزيرة القمر الكبرى سنة 1882م / 1300 هـ. درس القرآن والمبادئ الأساسية للغة العربية صغيرًا، ثم التحق بمدرسة الحبيب عمر بن سميط ليدرس فيها ألفية ابن مالك ومنهاج الطالبين، ثم أضاف إلى ذلك ثقافة غربية من خلال التحاقه بالمدارس الفرنسية، ودرس على يد عبد الله الرشيد النواب القادم من مكة أصول البلاغة والعروض والشعر العربي فضلاً عن تفسير القرآن، مما جعله من المعلمين القمريين الأوائل في هذه العلوم.

عمل سكرتيرًا ثم كاتب محكمة لدى قاضي منطقة إتساندرا في جزيرة القمر الكبرى، ثم مترجمًا في جزيرة مدغشقر التي انتقل إليها عام 1921، كما عينته حكومتها بوظيفة الشيخ الكبير، ممثلاً الجالية السنية المسلمة في مدغشقر.

توفي سنة 1974 م/ 1394 هـ.

## شعره
ذكره عبد العزيز البابطين في معجمه وقال «قصائده المتاحة تحرِّكها المناسبة كالرثاء أو وصف وصول الطائرة لأول مرة إلى بلده، وشعره أقرب إلى النظم لا يتعدى المناسبة.» 

## مؤلفاته
له عدة مخطوطات منها:
- القاعدة الأحمدية
- قصيدة الموليد، مخطوط باللغة القمرية بالحرف العربي من نظمه
- قصيدة الجريدة، بدايات الصحف الورقية في جزر القمر يرجع تأسيسها إلي الشيخ أحمد قمر الدين
- جهود الشيخ أحمد قمر الدين في كتابة اللغة القمرية بالحرف العربي